# Guo Xi

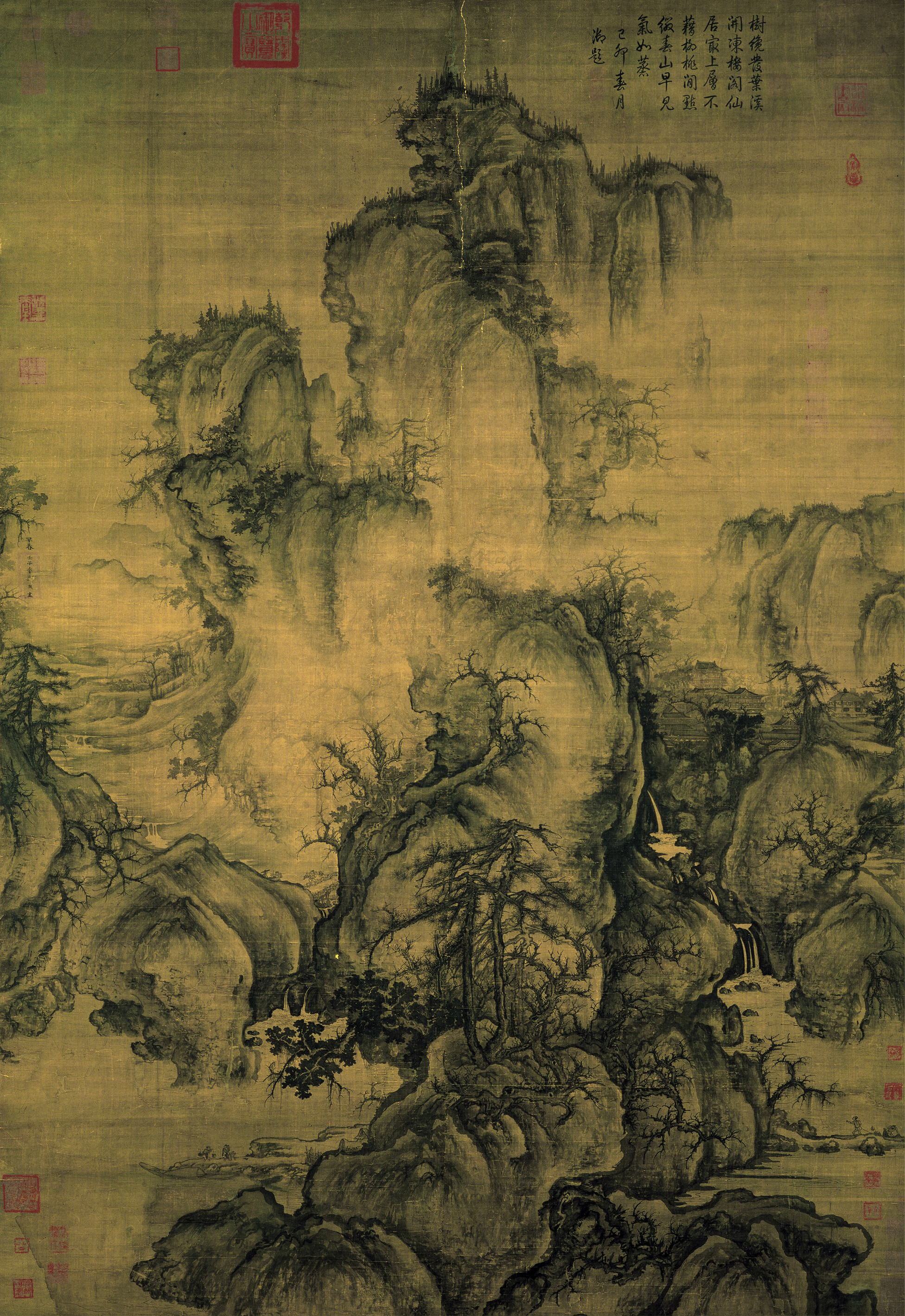
Wczesna wiosna. Zbiory Narodowego Muzeum Pałacowego w Tajpej

Guo Xi (chiń. upr. 郭熙; chiń. trad. 郭熙; pinyin Guō Xī; Wade-Giles Kuo Hsi; ur. ok. 1020 w Wenxian, zm. ok. 1090 w Kaifengu) – chiński malarz krajobrazów żyjący w czasach dynastii Song, uczeń Li Chenga.
Wykonywał monumentalne pejzaże na parawanach i przesuwnych ścianach, znaczną część jego twórczości stanowiły murale malowane na ścianach świątyń. Do jego najlepszych dzieł artysty zalicza się obraz pt. Wczesna wiosna (ok. 1072). Napisał traktat Linquan gaozhi (林泉高致), poświęcony sztuce malowania pejzaży, uzupełniony i wydany przez jego syna Guo Si. Szczyt działalności artystycznej Guo Xi przypadł na czasy cesarza Shenzonga (1068-1085), który włączył wiele z jego prac do zbiorów cesarskich. 
Ze spuścizny Guo Xi zachowało się zaledwie około 20 prac i kilka o niepewnym autorstwie, większość z dzieł została bowiem zniszczona z rozkazu cesarza Huizonga (1100-1125). Nie przetrwał żaden mural i zdobiona przez niego przesuwna ściana.